# Festival cinematografico internazionale di Mosca 1963
La 3ª edizione del Festival cinematografico internazionale di Mosca si è svolta a Mosca dal 7 al 21 luglio 1963.
Il Grand Prix fu assegnato al film italiano 8½ diretto da Federico Fellini.

## Giuria
- Grigorij Čuchraj ( Unione Sovietica - Presidente della Giuria)
- Shaken Ajmanov ( Unione Sovietica)
- Sergio Amidei ( Italia)
- Dušan Vukotić ( Jugoslavia)
- Mohamed Kerim ( Egitto)
- Stanley Kramer ( Stati Uniti)
- Jean Marais ( Francia)
- Nelson Pereira dos Santos ( Brasile)
- Emil Petrov ( Bulgaria)
- Jan Procházka ( Cecoslovacchia)
- Satyajit Ray ( India)
- Jan Rybkowski ( Polonia)
- Kiyohiko Ushihara ( Giappone)
- János Herskó ( Ungheria)

## Film in competizione
| Film                                                                      | Regista                             | Nazione                 |
| ------------------------------------------------------------------------- | ----------------------------------- | ----------------------- |
| Sahele entezar                                                            | Syamak Yasami                       | Iran                    |
| La grande fuga (The Great Escape)                                         | John Sturges                        | USA                     |
| Saptapadi                                                                 | Ajoy Kar                            | India                   |
| Io e la donna (Le soupirant)                                              | Pierre Étaix                        | Francia                 |
| 8½                                                                        | Federico Fellini                    | Italia, Francia         |
| Gamperaliya                                                               | Lester James Peries                 | Ceylon                  |
| Nackt unter Wolfen                                                        | Frank Beyer                         | Germania Est            |
| Las doce sillas                                                           | Tomás Gutiérrez Alea                | Cuba                    |
| Los signos del zodiaco                                                    | Sergio Véjar                        | Messico                 |
| Znakomtes, Baluyev!                                                       | Victor Komissarjevski               | URSS                    |
| Hiko shojo                                                                | Kirio Urayama                       | Giappone                |
| Kozara - L'ultimo comando (Kozara)                                        | Veljko Bulajić                      | Yugoslavia              |
| Viaggio indimenticabile (Flying Clipper – Traumreise unter weißen Segeln) | Hermann Leitner e Rudolf Nussgruber | Germania Ovest          |
| Lupeni 29                                                                 | Mircea Drăgan                       | Romania                 |
| Pojat                                                                     | Mikko Niskanen                      | Finlandia               |
| Den kære familie                                                          | Erik Balling                        | Danimarca               |
| De overval                                                                | Paul Rotha                          | Paesi Bassi             |
| Os Mendigos                                                               | Flávio Migliaccio                   | Brasile                 |
| Nuevas amistades                                                          | Ramón Comas                         | Spagna                  |
| Ene huuhnuu duu                                                           | Ravjagiin Dorjpalam                 | Mongolia                |
| Saladino il vittorioso (Al-nāṣir Ṣalāḥ al-Dīn)                            | Youssef Chahine                     | Egitto                  |
| Porozhniy reys                                                            | Vladimir Vengerov                   | URSS                    |
| Legenda a vonaton                                                         | Tamás Rényi                         | Ungheria                |
| La battaglia di Engelchen (Smrt si říká Engelchen)                        | Ján Kadár e Elmar Klos              | Cecoslovacchia          |
| Amore in quarantena (La cigarra no es un bicho)                           | Daniel Tinayre                      | Argentina               |
| Sammy va al Sud (Sammy Going South)                                       | Alexander Mackendrick               | Regno Unito             |
| Those Who Take Risks (Deutschland – deine Sternchen)                      | Edwin Zbonek                        | Austria, Germania Ovest |
| Toha, Pahlawan Bandung Selatan                                            | Usmar Ismail e N. D. Afifi          | Indonesia               |
| Chi tu hau                                                                | Pham Ky Nam                         | Vietnam del Nord        |
| Kalde spor                                                                | Arne Skouen                         | Norvegia                |
| Czarne skrzydla                                                           | Ewa Petelska e Czesław Petelski     | Polonia                 |
| Nils Holgerssons underbara resa                                           | Kenne Fant                          | Svezia                  |
| Şehirdeki Yabancı                                                         | Halit Refiğ                         | Turchia                 |
| Chouchou wa al million                                                    | Issam Hamawi                        | Libano                  |

## Premi
- Grand Prix: 8½, regia di Federico Fellini
- Premi d'Oro:
  - La battaglia di Engelchen, regia di Ján Kadár e Elmar Klos
  - Kozara - L'ultimo comando, regia di Veljko Bulajić
  - Hiko shojo, regia di Kirio Urayama
- Premio Speciale d'Argento: Frank Beyer per Nackt unter Wolfen
- Premi d'Argento:
  - Porozhniy reys, regia di Vladimir Vengerov
  - Legenda a vonaton, regia di Tamás Rényi
  - Czarne skrzydla, regia di Ewa Petelska e Czesław Petelski
  - Chi tu hau, regia di Pham Ky Nam
  - Lupeni 29, regia di Mircea Drăgan
  - Miglior Attore: Steve McQueen per La grande fuga
  - Miglior Attrice: Suchitra Sen per Saptapadi
  - Direttore della fotografia: Jørgen Skov per Den kære familie
- Diploma speciale: Pierre Étaix per Io e la donna
- premio FIPRESCI: Le quattro giornate di Napoli, regia di Nanni Loy